# Serie B 1948-1949 (pallacanestro maschile)
Il campionato di Serie B di pallacanestro maschile 1948/49 secondo livello del 27º campionato italiano, è l'8° organizzato dalla FIP sotto questa definizione e il 2° dal dopoguerra nel quadro della riforma dei campionati FIP.
Le 18 squadre iscritte, sono divise in due gironi all'italiana le prime e le seconde classificate di ciascun girone vengono promosse in Serie A 1949-50.

## Girone A

### Classifica
|  |    | Classifica finale 1948-1949 | Pt | G  | V  | N | P  | PtF | PtS |
|  | -- | --------------------------- | -- | -- | -- | - | -- | --- | --- |
|  | 1. | Lega Nazionale Trieste      | 24 | 16 | 11 | 2 | 3  | 691 | 604 |
|  | 2. | Polizia Civile Trieste      | 24 | 16 | 11 | 2 | 3  | 678 | 578 |
|  | 3. | Ginnastica Torino           | 21 | 16 | 10 | 1 | 5  | 602 | 550 |
|  | 4. | Stamura Ancona              | 17 | 16 | 8  | 1 | 7  | 608 | 551 |
|  | 5. | CSI Vuelle Pesaro           | 16 | 16 | 7  | 2 | 7  | 476 | 506 |
|  | 6. | Onda Pavia                  | 16 | 16 | 8  | 0 | 8  | 511 | 522 |
|  | 7. | CRDM La Spezia              | 13 | 16 | 6  | 1 | 9  | 660 | 597 |
|  | 8. | U.S. Livorno                | 11 | 16 | 5  | 1 | 10 | 508 | 550 |
|  | 9. | Ginnastica Goriziana        | 2  | 16 | 1  | 0 | 15 | 449 | 643 |

## Girone B

### Classifica
|  |    | Classifica finale 1948-1949       | Pt | G  | V  | N | P  | PtF | PtS |
|  | -- | --------------------------------- | -- | -- | -- | - | -- | --- | --- |
|  | 1. | Edera Trieste                     | 24 | 16 | 12 | 0 | 4  | 650 | 505 |
|  | 2. | Lega Nazionale Monfalcone         | 22 | 16 | 11 | 0 | 5  | 582 | 487 |
|  | 2. | Sangiorgese                       | 22 | 16 | 11 | 0 | 5  | 546 | 490 |
|  | 4. | Cestistica DL Ferroviario Vicenza | 16 | 16 | 8  | 0 | 8  | 608 | 551 |
|  | 5. | APU Udine                         | 14 | 16 | 7  | 0 | 9  | 446 | 461 |
|  | 6. | A.S. Ascoli Piceno                | 12 | 16 | 6  | 0 | 10 | 410 | 493 |
|  | 7. | CUS Genova                        | 12 | 16 | 6  | 0 | 10 | 422 | 464 |
|  | 8. | Pallacanestro Reggiana            | 10 | 16 | 5  | 0 | 11 | 400 | 509 |
|  | 9. | Pirelli Milano                    | -  | -  | -  | - | -  | -   | -   |

- rinuncia Pirelli Milano

### Spareggio promozione
| 8 maggio 1949 | Lega Nazionale Monfalcone | 50 – 32 | Sangiorgese | Bologna |

## Fonti
Il Corriere dello Sport 1948/49